# Wiman
Wiman (kor. 위만, chiń. trad. 衛滿; pinyin Wèi Mǎn) – władca Korei w II wieku p.n.e., twórca dynastii Wiman Joseon.

## Życiorys
Pochodził z chińskiego państewka Yan, lecz przypuszcza się, że nie był Chińczykiem, lecz pochodził z utraconych na rzecz Yan przez koreańskie królestwo Gojoseon ziem w regionie Liaotung. Ma o tym świadczyć przekaz kronik, że Wiman nosił koreańskie ubrania, zaś po przejęciu władzy zachował nazwę kraju Joseon (Chosŏn, 조선) . W 195 p.n.e. na czele około 1000-osobowego oddziału wstąpił na służbę u króla Juna, pełniąc funkcję dowódcy wojsk stacjonujących przy północno-zachodniej granicy. Około roku później Wiman wkroczył z wojskiem do stolicy i przejął tron, a Jun uciekł na południe do kraju Jin (진).
Wiman nawiązał stosunki dyplomatyczne z chińską dynastią Han . Założoną przez niego dynastię nazwano Wiman Joseon – następcą Wimana został jego nieznany z imienia syn, a następnie wnuk Ugeo. Wiman Joseon upadło wskutek inwazji chińskiej w roku 108 p.n.e.
Informacje o Wimanie przekazuje koreańskie dzieło Samguk Yusa, a także chińskie Zapiski historyka i Księga Hanów .